# トランスペアレント (テレビドラマ)
『トランスペアレント』（原題: Transparent）は、アメリカ合衆国のコメディドラマシリーズ。70歳の父親がトランスジェンダーであることをカミングアウトした家族の物語を描く。ジェフリー・タンバーが主演、ジル・ソロウェイが制作を務める。Amazonプライム・ビデオにより制作され、2014年2月にプレミア公開、同年9月に世界同時配信された。2019年に最終となるシーズン5が配信された。
番組は批評家から好意的に評価され、プライムタイム・エミー賞やゴールデングローブ賞を受賞している。

## 登場人物

### メインキャスト
モーラ・フェファーマン
演 - ジェフリー・タンバー、日本語吹替 - 糸博
サラ・フェファーマン
演 - エイミー・ランデッカー、日本語吹替 - 山像かおり
ジョシュア・フェファーマン
演 - ジェイ・デュプラス、日本語吹替 - 中尾一貴
アリ・フェファーマン
演 - ギャビー・ホフマン、日本語吹替 - 佐古真弓
シェリー・フェファーマン
演 - ジュディス･ライト、日本語吹替 - 宮沢きよこ
ラビ
演 - キャスリン・ハーン

## エピソード
| シーズン | シーズン | 話数 | 話数 | 放送期間                                 | 放送期間                                 |
| -------- | -------- | ---- | ---- | ---------------------------------------- | ---------------------------------------- |
|          | 1        | 10   | 10   | 2014年2月6日 (プレミア) 2014年9月26日    | 2014年2月6日 (プレミア) 2014年9月26日    |
|          | 2        | 10   | 10   | 2015年11月30日 (プレミア) 2015年12月11日 | 2015年11月30日 (プレミア) 2015年12月11日 |
|          | 3        | 10   | 10   | 2016年9月23日                            | 2016年9月23日                            |
|          | 4        | 10   | 10   | 2017年9月21日                            | 2017年9月21日                            |
|          | 5        | 1    | 1    | 2019年9月27日                            | 2019年9月27日                            |

＊各シーズン全話一斉配信